# Owadpteron
Owadpteron – wymarły rodzaj owadów z rzędu Panorthoptera i rodziny Geraridae, obejmujący tylko jeden znany gatunek: Owadpteron dareki. Żył w karbonie.

## Taksonomia i odkrycie
Rodzaj i gatunek typowy opisane zostały w 2019 roku przez Tomáša Dvořáka, Martinę Pecharovą, Wiesława Krzemińskiego i Jakuba Prokopa na łamach Acta Palaeontologica Polonica. Nazwa rodzajowa to połączenie słowa owad z  greckim słowem πτερόν (pteron), oznaczającym skrzydło. Z kolei epitet gatunkowy nadano na cześć Dariusza Wojciechowskiego, który zebrał materiał typowy.
Opisu dokonano na podstawie pojedynczej skamieniałości, odnalezionej w kopalni Sosnowiec-Klimontów, na terenie polskiego Górnego Śląska. Znajdowała się ona w oddziale węglonośnych mułowców, w pokładach załężańskich. Pochodzi z westfalu A w karbonie późnym. Holotyp zdeponowany został w krakowskim Muzeum Przyrodniczym Instytutu Systematyki i Ewolucji Zwierząt PAN. Z tej samej lokalizacji znane są inne górnokarbońskie owady: Parapalaeomastax z tego samego rzędu (opisany w tej samej publikacji) oraz przedstawiciele Paoliida: Darekia, Silesiapteron i Zdenekia.
Liczne podobieństwa z rodzajem Nacekomia poskutkowały zaliczeniem Owadpteron do rodziny Geraridae, jednak klasyfikacja obu tych rodzajów pozostaje niepewna ze względu na niekompletność skamieniałości.

## Budowa
Jedyna skamieniałość obejmuje część przedniego skrzydła o długości 36,4 mm i szerokości 21,7 mm. Całkowitą długość tego skrzydła oszacowano na 55 mm. Brakuje w nim zarówno części nasadowej, jak i wierzchołkowej. Skrzydło to cechowało się szerokim, acz wyraźnie zwężającym się w kierunku odsiebnym polem kostalnym oraz wąskim polem subkostalnym. Na jego użyłkowanie, oprócz żyłek podłużnych, składały się dwa rodzaje żyłek poprzecznych - grubsze o szerokim rozstawie i cieńsze, tworzące gęstą siatkę. Żyłka radialna rozdwajała się na przednią i tylną, z których ta pierwsza była niemal prosta, przypuszczalnie nierozwidlona i w odsiebnej części skrzydła przyjmowała żyłkę subkostalną tylną. Żyłka radialna tylna kończyła się, dając przynajmniej trzy odgałęzienia. Wspólny pień żyłki medialnej i przedniej żyłki kubitalnej był długi; ich rozejście zachodziło tuż przed rozwidleniem żyłki radialnej. Żyłka medialna tylna dawała trzy odnogi, z których każda rozwidlała się wtórnie. Przednia żyłka kubitalna była wypukła. Wyróżnialne były dwie tylne żyłki kubitalne - CuPa i CuPb (rozwidlenie tylnej żyłki kubitalnej u Archaeorhoptera następuje u nasady skrzydła), z których ta pierwsza dawała dwie odnogi - CuPaα i CuPaβ. Pierwsza z odnóg przyczepiała się na całej długości do przedniej żyłki kubitalnej, dając żyłkę CuA+CuPaα. Pole pomiędzy tylną żyłką medialną a żyłką CuA+CuPaα osiągało maksymalną szerokość porównywalną z tą pola kostalnego. Żyłka CuPb rozdzielała się, na końcu dając nie mniej niż trzy odgałęzienia.